# Доходный дом М. П. Макарова
Доходный дом М. П. Макарова — построен в 1912 году по проекту архитектора Б. Н. Кожевникова. Является выявленным объектом культурного наследия народов России. Расположен по адресу Москва, Новокузнецкая улица, д. 33, стр. 1.

## История
Здание представляет собой протяженный пятиэтажный дом с двумя подъездами. Две одинаковые части дома разделены монументальной сквозной аркой, занимающей по высоте три этажа, через которую открывается вид на дворовый корпус. Антаблемент, пересекающий арку, поддерживают две римско-дорические колонны. По сторонам мощного архивольта арки расположены рельефные изображения Славы. В целом относимое к неоклассицизму здание из-за монументальности, выраженной в частности в арке, специалисты называют предвосхищающим «сталинский классицизм». Всего в доходном доме было 18 квартир, которые владелец сдавал внаем.
В 1957 году дом был снят в нескольких эпизодах фильма Эльдара Рязанова «Девушка без адреса» (в фильме он указан по адресу Средний Николопесковский переулок, дом 6). В одном из эпизодов главная героиня входит в подъезд дома… А вот съемки внутри подъезда проходят уже в другом месте.